# Lin Gaoyuan
Lin Gaoyuan (Shenzhen, 19 marzo 1995) è un tennistavolista cinese.
È un attaccante e, come del resto tanti altri suoi connazionali, utilizza l'impugnatura occidentale.
Attualmente è il numero 5 del mondo, ma è stato anche numero 2, a maggio 2019.
Ha vinto la Coppa d'asia di ping pong nel 2017 e nel 2018 ha fatto parte della Nazionale cinese che ha vinto i Campionati mondiali e la Coppa del mondo.